# NGC 1514

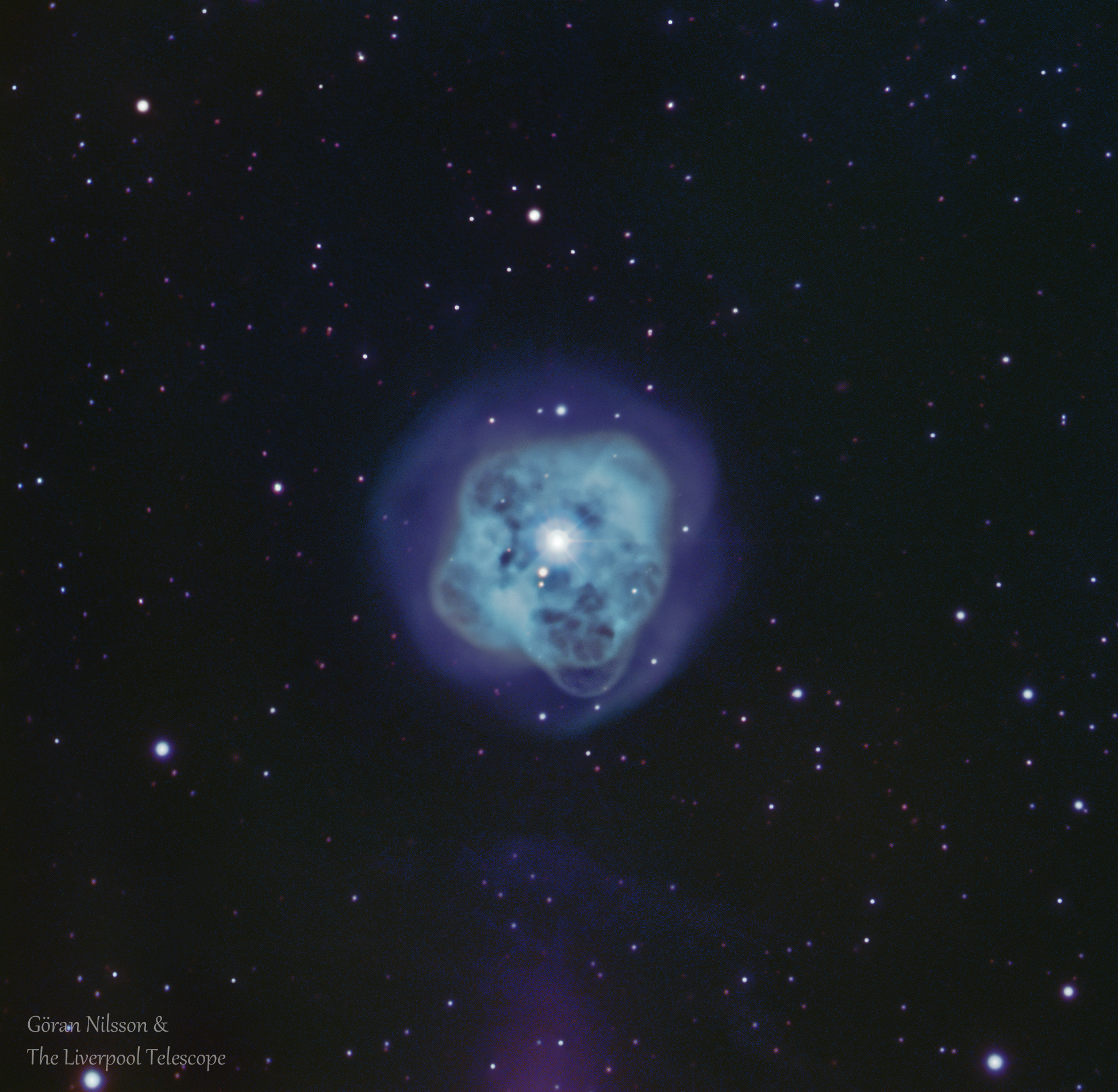
NGC 1514 (Liverpool Telescope, La Palma)

NGC 1514 è una nebulosa planetaria situata nella costellazione del Toro, scoperta il 13 novembre 1790 da William Herschel, che la descrisse come "un fenomeno assai singolare". Infatti, l'astronomo inglese rimase stupefatto nel constatare come, a dispetto di altre nebulose, che sembravano essere costituite da un gran numero di stelle, difficili da risolvere con le strumentazioni dell'epoca, tale oggetto fosse costituito da una singola stella "corcondata da un'atmosfera debolmente luminosa".
La stella posta al centro della nebulosa differisce da quelle che si trovano al centro di simili oggetti: molto brillante (magnitudine apparente +9,3), mostra uno spettro tipico delle stelle di classe O commisto con le caratteristiche dello spettro di una stella di tipo A0 III; la particolare geometria della nebulosa induce a ritenere che si tratti di una stella binaria, il cui periodo di rivoluzione si aggira attorno ai 10 giorni.
Le fotografie, scattate dall'astronomo Luboš Kohoutek nel 1968, mostravano, all'interno della nebulosa, delle concentrazioni luminose quasi simmetriche disposte secondo un asse nordovest-sudest; si ritiene che tali addensamenti siano dovuti a dei flussi molecolari in uscita presumibilmente dai poli della stella più massiccia del sistema, la quale possedeva una massa 4,5 volte quella del Sole.